# Coprophanaeus horus
Coprophanaeus horus là một loài bọ cánh cứng trong họ Bọ hung (Scarabaeidae).